# 폴란드의 군

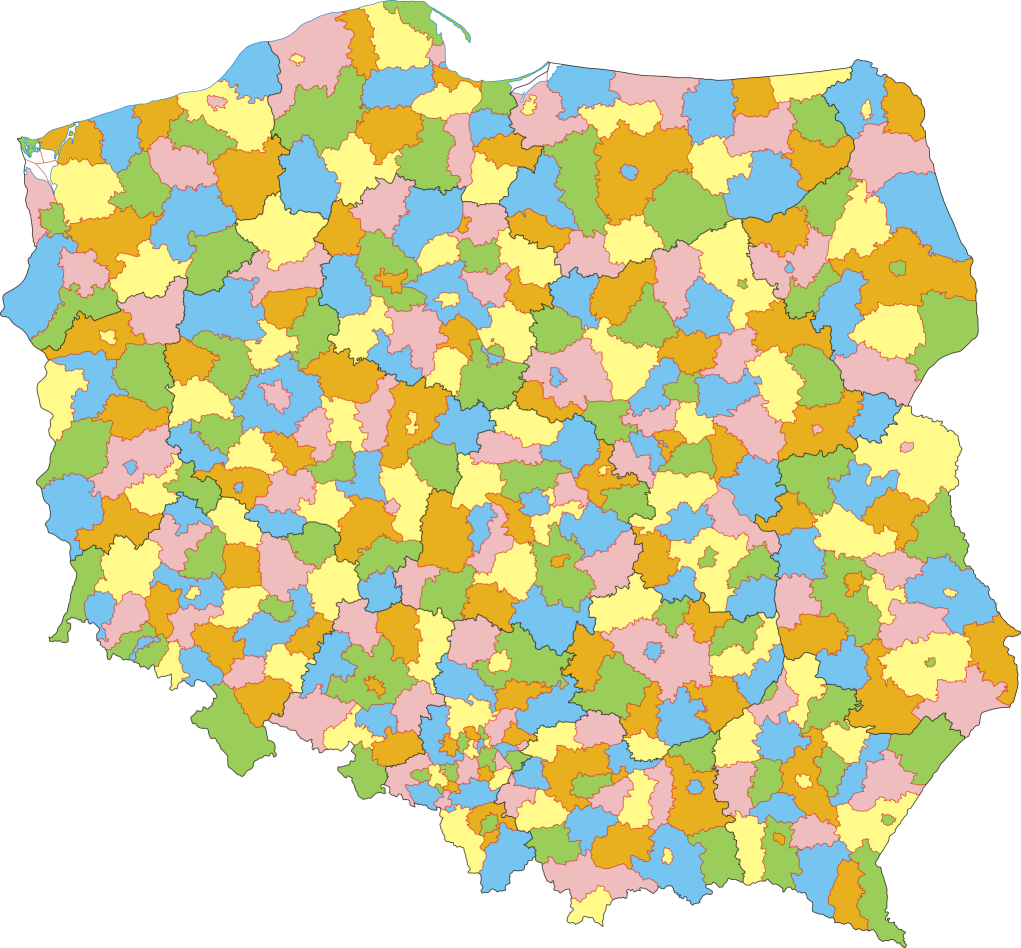
폴란드의 군 지도

폴란드의 군(폴란드어: powiat 포비아트[*], 복수형: powiaty 포비아티[*])은 폴란드에서 주 다음에 해당하는 2단계 행정 구역이다. 폴란드에는 380개 군이 있는데 314개 농촌군(powiaty ziemskie), 66개 도시군(powiaty grodzkie, 군급시(miasta na prawach powiatu))로 나뉜다. 이들 군은 2,478개 그미나(gmina, 지방 자치체)로 나뉜다.
군은 14세기 말부터 1795년까지 폴란드의 행정 구역으로 사용되었다. 폴란드 분할 이후에 수립된 러시아 제국 치하 폴란드 입헌왕국의 우예스트(uyezd), 독일 제국 치하 포젠 대공국의 크라이스(kreis)는 군과 같은 행정 구역으로 분류되었다.
군은 1918년에 독립한 폴란드의 2단계 행정 구역이 되었다가 1975년에 폐지되었다. 1999년 1월 1일을 기해 폴란드의 최상위 행정 구역이 16개 주로 개편됨에 따라 다시 등장했다.

## 같이 보기
- 폴란드의 군 목록
- 폴란드의 주
- 폴란드의 행정 구역